# Togetherness (serie televisiva)
Togetherness è una serie televisiva statunitense creata, diretta e prodotta dai fratelli Jay e Mark Duplass con Steve Zissis per il network HBO.
La serie ha debuttato sul canale via cavo HBO l'11 gennaio 2015. Alla fine dello stesso mese è stata rinnovata per una seconda stagione, ma l'anno seguente è stata cancellata al termine della stessa.
In Italia è stata trasmessa dal 9 giugno 2015 sul canale satellitare Sky Atlantic.

## Trama
Brett e Michelle sono una coppia sposata da diversi anni che sta attraversando un momento delicato della vita a causa delle pressioni dell'essere genitori. Alex è il migliore amico di Brett, un attore sovrappeso di scarso successo, mentre Tina è la sorella di Michelle, una single dallo spirito libero. Entrambi rimasti senza casa, vengono ospitati a casa Pierson. Queste quattro persone, che hanno superato i quarant'anni, si ritrovano a vivere tutte assieme analizzando giorno dopo giorno se i loro sogni siano ancora compatibili con la loro attuale vita personale e professionale.

## Episodi
| Stagione         | Episodi | Prima TV originale | Prima TV Italia |
| ---------------- | ------- | ------------------ | --------------- |
| Prima stagione   | 8       | 2015               | 2015            |
| Seconda stagione | 8       | 2016               | 2016            |

## Personaggi e interpreti

### Personaggi principali
- Brett Pierson, interpretato da Mark Duplass, doppiato da Simone D'Andrea.
- Michelle Pierson, interpretata da Melanie Lynskey, doppiata da Letizia Scifoni.
- Tina Morris, interpretata da Amanda Peet, doppiata da Barbara De Bortoli.
- Alex Pappas, interpretato da Steve Zissis, doppiato da Fabrizio Vidale.
- Sophie Pierson, interpretata da Abby Ryder Fortson.

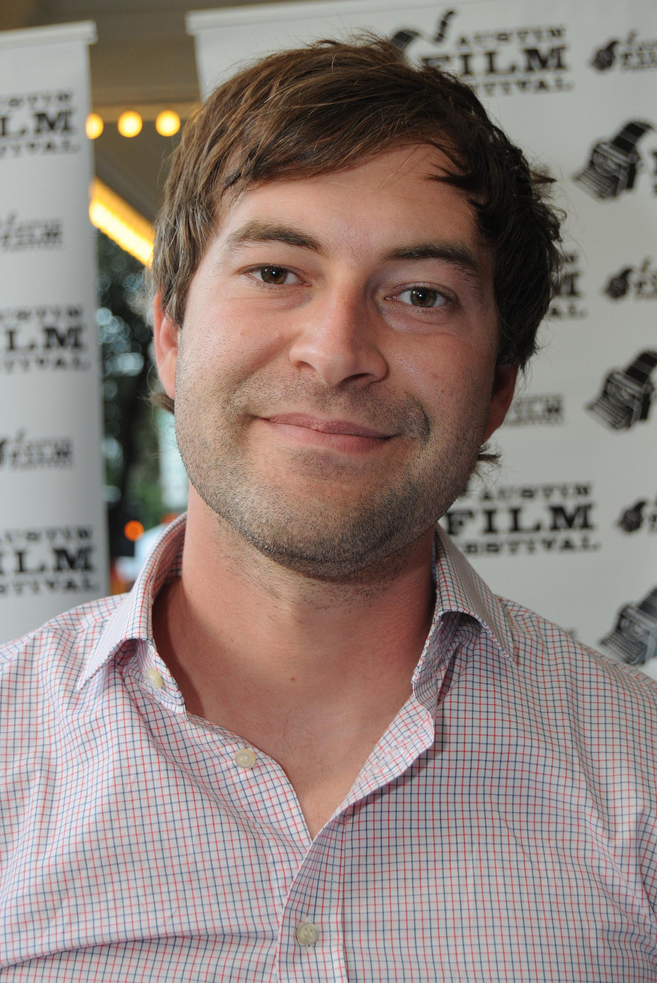
Mark Duplass interpreta Brett Pierson
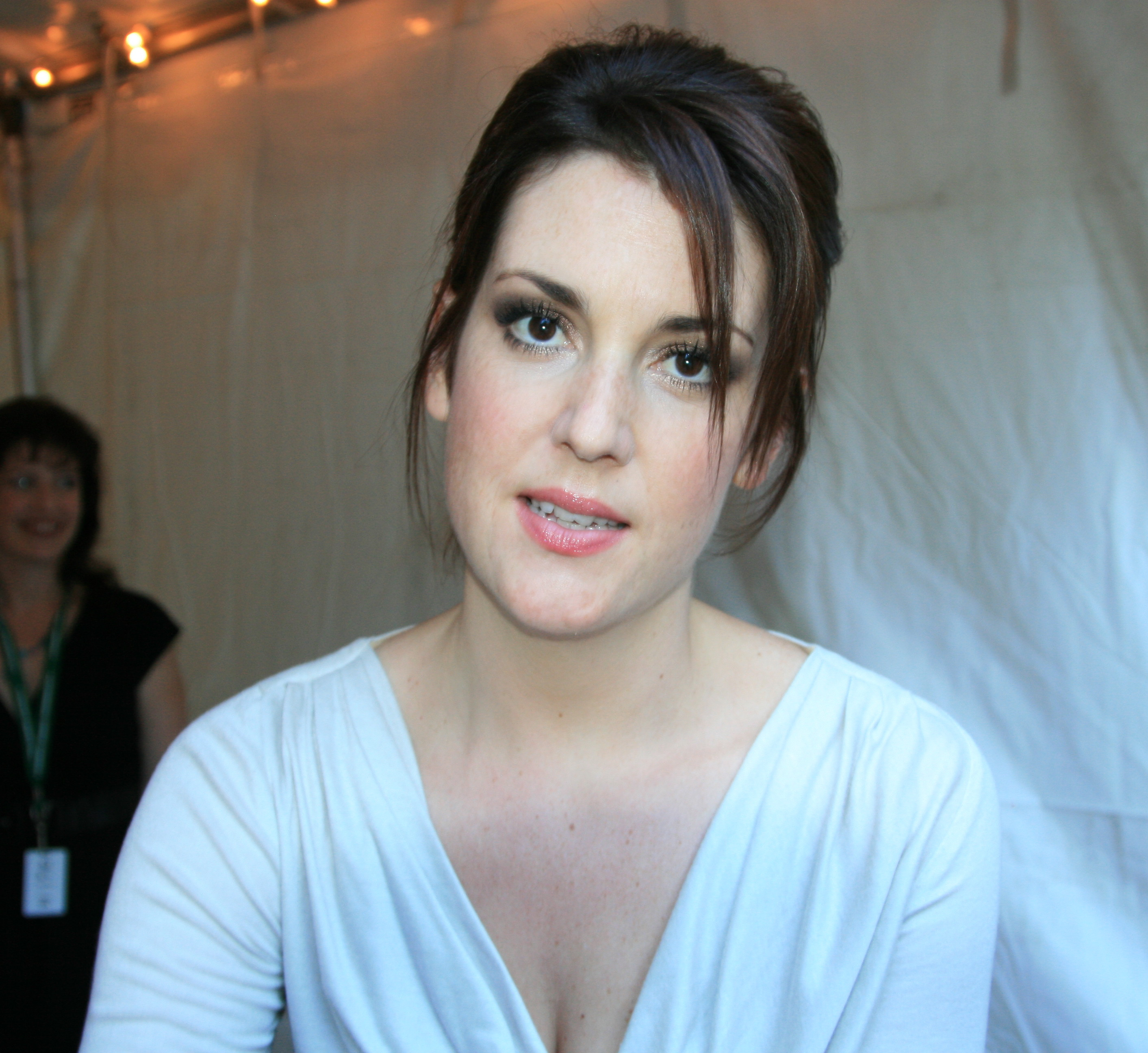
Melanie Lynskey interpreta Michelle Pierson
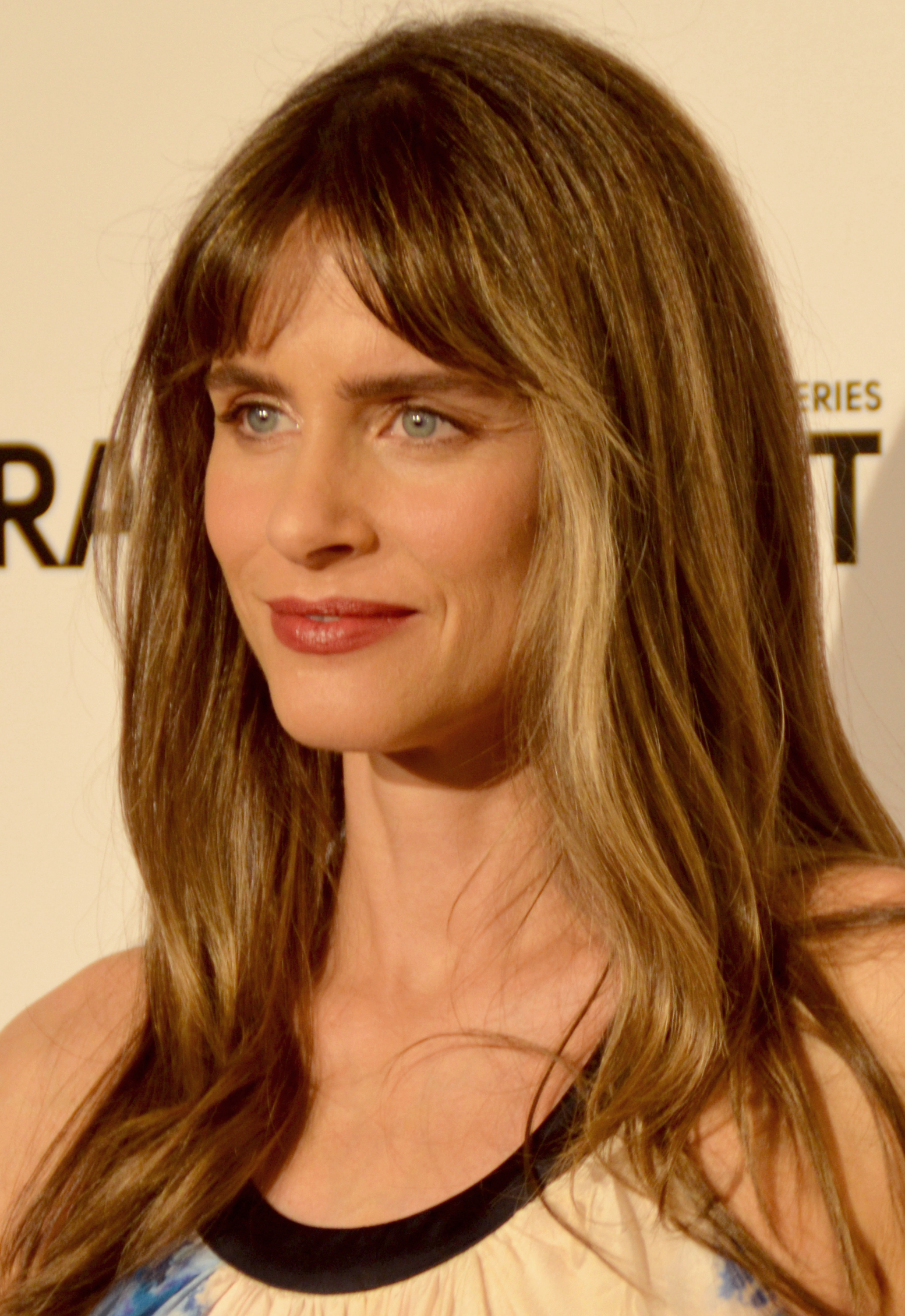
Amanda Peet interpreta Tina Morris

### Personaggi ricorrenti
- Larry, interpretato da Peter Gallagher, doppiato da Massimo Rossi.
- David, interpretato da John Ortiz, doppiato da Pasquale Anselmo.
- Linda, interpretata da Mary Steenburgen.
- Direttore, interpretato da Joshua Leonard.
- Peggy, interpretata da Amy Adair.
- Christy, interpretata da Ginger Gonzaga, doppiata da Angela Brusa.
- Anna, interpretata da Katie Aselton, doppiata da Francesca Fiorentini.
- Natalie, interpretata da Emily Althaus, doppiata da Federica De Bortoli.